# Corpus Christi College, Oxford

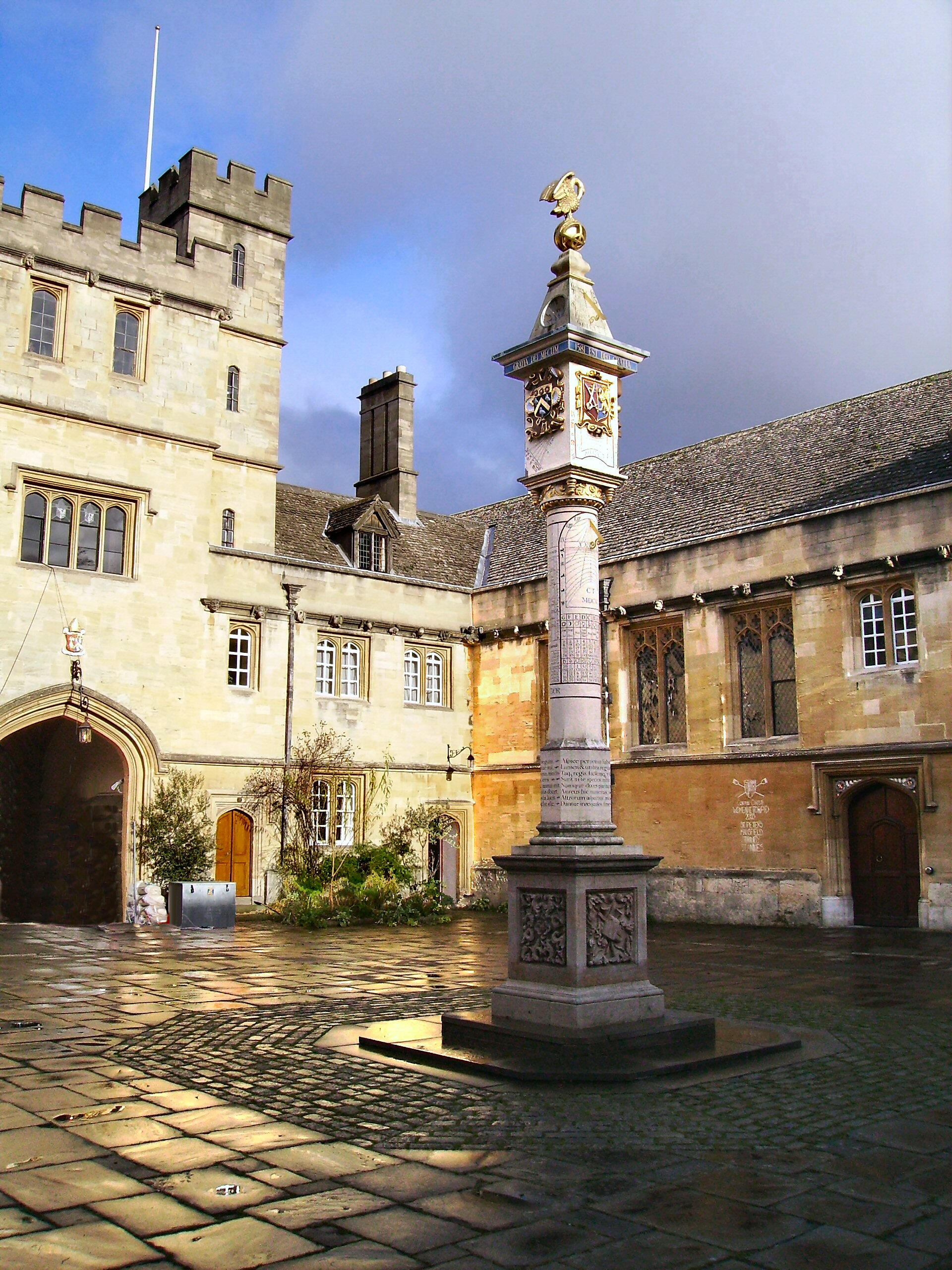
Corpus Christi Colleges innergård. Soluret krönt av en pelikan, collegets heraldiska symbol, uppfördes 1581.

Ej att förväxla med Corpus Christi College, Cambridge.
Corpus Christi College är ett college vid Oxfords universitet i Oxford, England, beläget på Merton Street i södra delen av den historiska stadskärnan. Colleget grundades 1517 av Richard Fox, biskop av Winchester, och biskopen av Winchester är traditionellt collegets Visitor. Ända sedan Tudoreran har colleget en övervägande inriktning mot antika klassiska studier inom bland annat språk, litteratur, konst och historia, och medlemmar av colleget medverkade vid översättningen av King James Bible.

## Kända alumner
Till collegets mest kända alumner hör teologen John Keble, kardinalen Reginald Pole, filosofen Isaiah Berlin och labourpolitikerna David och Ed Miliband.